# Viola macroceras
Viola macroceras là một loài thực vật có hoa trong họ Hoa tím. Loài này được Bunge miêu tả khoa học đầu tiên năm 1829.